# Unité urbaine de Givet
L'unité urbaine de Givet est une unité urbaine française centrée sur la commune de Givet, au cœur de la quatrième agglomération urbaine du département des Ardennes, située dans la région Grand Est.

## Données générales
En 2010, selon l'Insee, l'unité urbaine était composée de trois communes, toutes situées dans l'arrondissement de Charleville-Mézières.
En 2020, à la suite d'un nouveau zonage, elle est composée des trois mêmes communes.
En 2022, avec 8 101 habitants, elle représente la 4e unité urbaine du département des Ardennes.
En 2019, sa densité de population s'élève à 257 hab/km2. Par sa superficie, elle ne représente que 0,61 % du territoire départemental mais, par sa population, elle regroupe 3,05 % de la population du département des Ardennes.

## Composition de l'unité urbaine en 2020
Elle est composée des trois communes suivantes :
| Nom                  | Code Insee | Département | Statut       | Superficie (km2) | Population (dernière pop. légale) | Densité (hab./km2) | Modifier                                    |
| -------------------- | ---------- | ----------- | ------------ | ---------------- | --------------------------------- | ------------------ | ------------------------------------------- |
| Givet (ville-centre) | 08190      | Ardennes    | ville-centre | 18,41            | 6 356 (2022)                      | 345                | modifier les données · modifier les données |
| Fromelennes          | 08183      | Ardennes    | banlieue     | 7,17             | 1 038 (2022)                      | 145                | modifier les données · modifier les données |
| Rancennes            | 08353      | Ardennes    | banlieue     | 6,50             | 707 (2022)                        | 109                | modifier les données · modifier les données |

## Évolution démographique
| 1968  | 1975  | 1982  | 1990   | 1999  | 2008  | 2013  | 2019  |
| ----- | ----- | ----- | ------ | ----- | ----- | ----- | ----- |
| 9 742 | 9 701 | 9 561 | 10 017 | 9 342 | 8 511 | 8 394 | 8 242 |

#### Données générales
- Unité urbaine
- Aire d'attraction d'une ville
- Aire urbaine (France)
- Liste des unités urbaines de France

#### Données démographiques en rapport avec l'unité urbaine de Givet
- Aire d'attraction de Givet
- Arrondissement de Charleville-Mézières

#### Données démographiques en rapport avec le département des Ardennes
- Démographie du département des Ardennes
- Liste des unités urbaines du département des Ardennes